# توماس ام. پترسون
توماس ام. پترسون (به انگلیسی: Thomas MacDonald Patterson) سناتور سابق عضو حزب دموکرات ایالات متحده آمریکا بود. وی در سال ۱۹۰۱ تا ۱۹۰۷ میلادی سناتور ایالت کلرادو در سنای ایالات متحده آمریکا بود.